# دهستان طرق رود
دهستان طرق رود نام دهستانی در بخش مرکزی شهرستان نطنز، استان اصفهان در ایران است. براساس سرشماری مرکز آمار ایران در سال ۱۳۸۵، جمعیت آن ۳۹۱۲ نفر (۱۳۵۵ خانوار) بوده‌است.